# Luis Pasamontes
Luis Pasamontes Rodríguez  (født 2. oktober 1979) er en spansk tidligere professionel landevejsrytter.